# Esmee
Esmee of Esmée is een Franse meisjesnaam. De naam is afgeleid van Esmé. Vermoedelijk is de naam afkomstig van het Latijnse woord "aestimatus", wat vertaald kan worden als "geacht" of "gewaardeerd". In 2019 stond Esmee op de 40ste plaats van de meest populaire babynamen voor meisjes in Nederland.

## Bekende naamdragers

### Esmee
- Esmee Visser, een Nederlands langebaanschaatsster
- Esmee Vermeulen, een Nederlandse zwemster
- Esmee de Graaf, een Nederlands voetbalspeelster
- Esmee Hawkey, een Brits autocoureur
- Esmee Brugts, een Nederlands voetbalspeelster

### Esmée
- Esmée van Eeghen, een Nederlandse verzetsstrijdster in de Tweede Wereldoorlog
- Esmée de la Bretonière, een Nederlandse actrice
- Esmée van Kampen, een Nederlandse actrice en zangeres
- Esmée Denters, een Nederlandse zangeres
- Esmée Dekker, een Nederlandse zangeres, actrice en danseres